# Defoliacja
Defoliacja – pozbawienie rośliny liści wskutek oddziaływania czynników zewnętrznych lub substancji chemicznych, będących zazwyczaj składnikiem pestycydów.
Może ona następować pod wpływem:
- owadów (gradacja)
- chorób roślinnych
- defoliantów (np.: tiomocznik, chloran sodu)